# Шур Елла Мойсеївна
Шур Елла Мойсеївна (нар. 22 лютого 1928 року) — український архітектор.

## Біографія
Елла Шур народилася в єврейській родині. У 1951 році закінчила архітектурний факультет Харківського інженерно-будівельного інституту. Працювала в інститутах «Діпромаш», «Теплоелектропроект», «Харківпроект». У складі колективу інституту «Харківпроект» працювала над проектами планування і забудови житлових масивів Павлового Поля, Салтівки, Олексіївки, по вул. Клочківській, студентського містечка по проспекту Л. Свободи. У складі колективу інституту «Теплоелектропроект» працювала над проектами планування і забудови житлових селищ Вуглегірської ДРЕС, Слов'янської ДРЕС та Криворізької ДРЕС у Зеленодольську. Член Спілки архітекторів України.